# طبیعت فقر توده‌ای
طبیعت فقر توده‌ای کتابی اقتصادی درباره دلایل پیدایش و راه‌های از میان برداشتن فقر از جان کنت گالبرایت است که آن را در سال ۱۹۷۹ بر اساس تجربیات دوران فعالیت خود به عنوان سفیر آمریکا در هند نوشته است.